# Legendary Wings
Легендарные Крылья (Legendary Wings англ.) — аркадная игра, выпущенная фирмой Capcom, для игровых автоматов в 1986 году, а также для NES в 1988 году.

## Сюжет
История «Легендарных Крыльев» переносит нас в псевдоисторическую эпоху античности, когда древние люди встретились с великим внеземным биомеханическим суперкомпьютером Dark`ом. Поначалу Dark великодушно просвещал человечество, наделяя его новыми технологиями, но однажды в его работе произошёл неожиданный сбой, в результате которого он решил уничтожить человеческую цивилизацию. На помощь людям пришли боги, и воинственный бог Арес подарил им две пары магических крыльев. Крылья отдали самым достойным воинам Земли, которые, надёжно вооружившись, отправились на битву со сверхразумом Dark`а.

## Геймплей
Игра состоит из пяти уровней со сходной архитектурой и типовым сценарием. Уровни разбиты на 2 эпизода. Во время первого эпизода героев атакуют многочисленные и разнообразные летающие (а также наземные, стационарные) враги. В конце первого эпизода приходится штурмовать замки, в подвалах которых располагаются блоки памяти суперкомпьютера. На подлёте к замку стоят статуи грифонов с замаскированными в них турелями, а в версии для NES сам замок охраняется летающим драконом. При этом, весь первый эпизод происходит в режиме «вид сверху». Второй эпизод переносит героев в замок суперкомпьютера, в котором приходится сталкиваться с новыми полчищами врагов, нападающих вплоть до самого мозгового центра. При этом действует режим «вид сбоку». В аркадной версии жанр «платформер» (в версии NES также леталка — стрелялка) Суперкомпьютер атакует героев глазами, и пытается раздавить. Уничтожив его сердцевину, герои переносятся на следующий уровень.
Во время первых эпизодов, на уровне встречаются открытые и секретные подуровни. Секретный подуровень — бонус, скрытый в одной из уничтоженных турелей. В версии NES выглядит как египетская гробница, покрытая иероглифами. В таком подуровне отсутствуют враги, и герои могут вдоволь запастись бонусами и оружием. (в аркадной версии только очками, и антураж не египетский, а подземный). Погибнуть можно лишь застряв в перегородках. Секретный подуровень — ловушка, сам затягивает игроков. Снаружи выглядит как огромная голова с открытым ртом. Внутри — как своеобразный биомеханический организм, наполненный опасными врагами. Чтобы выбраться из нутра уровня-ловушки, необходимо уничтожить червей-паразитов. С каждым новым уровнем, миновать ловушку становится всё сложнее. Все подуровни проходят в режиме «вид сбоку» и «платформера» в аркадной версии.